# (15828) Sincheskul
(15828) Sincheskul  es un asteroide perteneciente al cinturón de asteroides, descubierto el 23 de enero de 1995 por Takao Kobayashi desde el Observatorio de Ōizumi, en Japón.

## Designación y nombre
Sincheskul se designó inicialmente como 1995 BS.
Más adelante fue nombrado por Boris Fillipovich Sincheskul (n. 1936), astrónomo ucraniano, trabaja en el Observatorio Gravimétrico de Poltava desde 1962. Ha observado ocultaciones lunares durante más de 46 años y fue un pionero en la astronomía de ocultaciones en Ucrania.

## Características orbitales
Sincheskul orbita a una distancia media del Sol de 2,385 ua, pudiendo acercarse hasta 2,250 ua y alejarse hasta 2,521 ua. Tiene una excentricidad de 0,057 y una inclinación orbital de 7,414° grados. Emplea en completar una órbita alrededor del Sol 1345,45 días.
Pertenece a la familia de asteroides de (4) Vesta.

## Características físicas
Su magnitud absoluta es 14,75. Tiene 2,586 km de diámetro. Su albedo se estima en 0,503.